# Frespech
Frespech est une commune du Sud-Ouest de la France, située dans le département de Lot-et-Garonne (région Nouvelle-Aquitaine).

## Géographie

### Localisation
Commune située au sud de Penne-d'Agenais sur la Tancanne.

### Communes limitrophes
Les communes limitrophes sont  Auradou, Blaymont, Cassignas, Cauzac, Hautefage-la-Tour, Massels et Massoulès.
|                   | Auradou  | Massoulès |
| Hautefage-la-Tour | Frespech | Massels   |
| Cassignas         | Cauzac   | Blaymont  |

### Climat
Pour des articles plus généraux, voir Climat de la Nouvelle-Aquitaine et Climat de Lot-et-Garonne.
Historiquement, la commune est exposée à un climat océanique aquitain.  
En 2020, Météo-France publie une typologie des climats de la France métropolitaine dans laquelle la commune est exposée à un climat océanique altéré et est dans la région climatique Aquitaine, Gascogne, caractérisée par une pluviométrie abondante au printemps, modérée en automne, un faible ensoleillement au printemps, un été chaud (19,5 °C), des vents faibles, des brouillards fréquents en automne et en hiver et des orages fréquents en été (15 à 20 jours).
Pour la période 1971-2000, la température annuelle moyenne est de 12,6 °C, avec une amplitude thermique annuelle de 16,3 °C. Le cumul annuel moyen de précipitations est de 790 mm, avec 10,6 jours de précipitations en janvier et 6,5 jours en juillet. Pour la période 1991-2020, la température moyenne annuelle observée sur la station météorologique la plus proche, située sur la commune de Laroque-Timbaut à 5,93 km à vol d'oiseau, est de 14,0 °C et le cumul annuel moyen de précipitations est de 821,7 mm,. Pour l'avenir, les paramètres climatiques de la commune estimés pour 2050 selon différents scénarios d’émission de gaz à effet de serre sont consultables sur un site dédié publié par Météo-France en novembre 2022.

## Urbanisme

### Typologie
Au 1er janvier 2024, Frespech est catégorisée commune rurale à habitat très dispersé, selon la nouvelle grille communale de densité à sept niveaux définie par l'Insee en 2022.
Elle est située hors unité urbaine. Par ailleurs la commune fait partie de l'aire d'attraction d'Agen, dont elle est une commune de la couronne,. Cette aire, qui regroupe 81 communes, est catégorisée dans les aires de 50 000 à moins de 200 000 habitants,.

### Occupation des sols

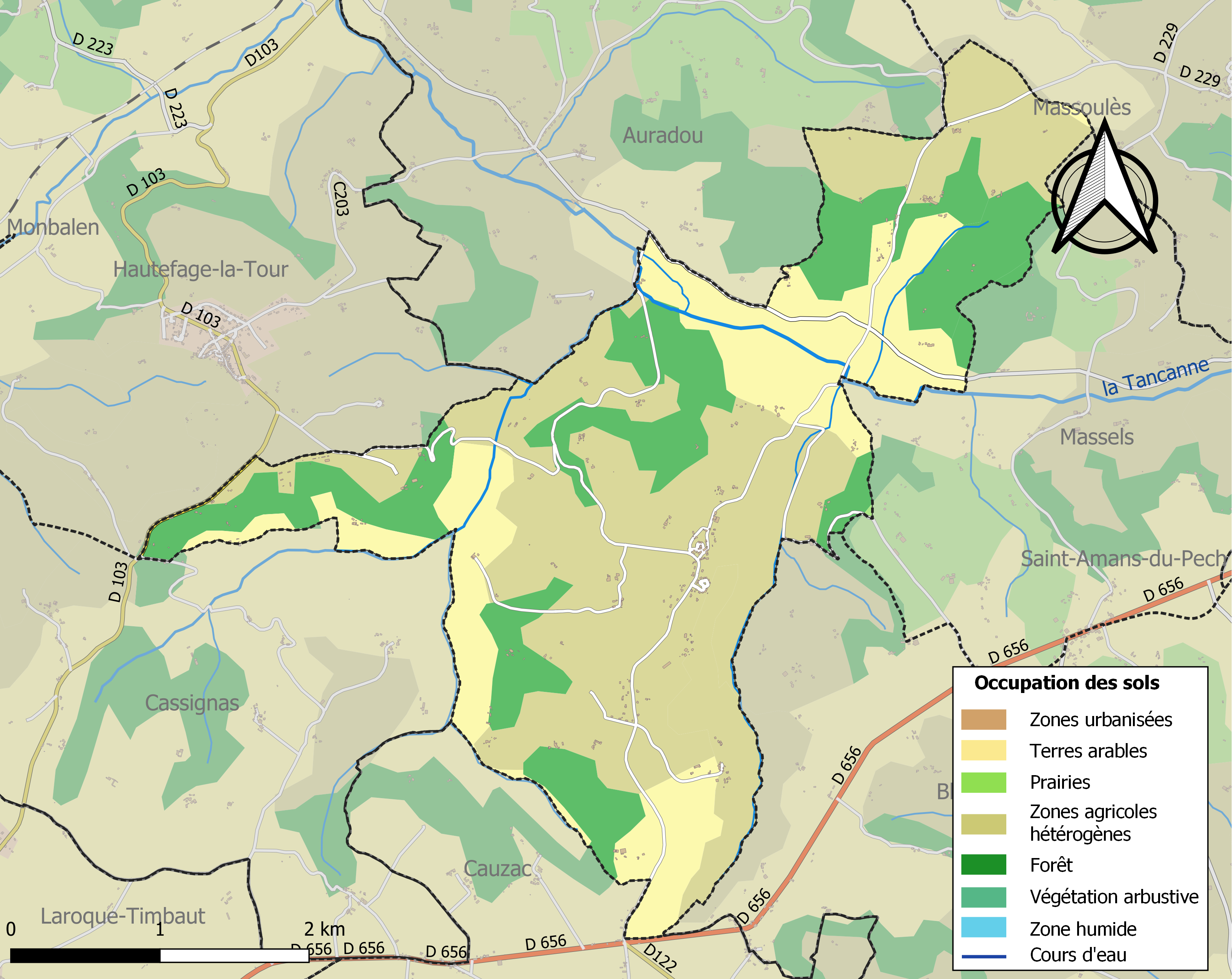
Carte des infrastructures et de l'occupation des sols de la commune en 2018 (CLC).

L'occupation des sols de la commune, telle qu'elle ressort de la base de données européenne d’occupation biophysique des sols Corine Land Cover (CLC), est marquée par l'importance des territoires agricoles (74,2 % en 2018), une proportion sensiblement équivalente à celle de 1990 (74 %). La répartition détaillée en 2018 est la suivante : 
zones agricoles hétérogènes (49,6 %), forêts (25,8 %), terres arables (24,6 %), cultures permanentes (0,1 %). L'évolution de l’occupation des sols de la commune et de ses infrastructures peut être observée sur les différentes représentations cartographiques du territoire : la carte de Cassini (XVIIIe siècle), la carte d'état-major (1820-1866) et les cartes ou photos aériennes de l'IGN pour la période actuelle (1950 à aujourd'hui).

### Risques majeurs
Le territoire de la commune de Frespech est vulnérable à différents aléas naturels : météorologiques (tempête, orage, neige, grand froid, canicule ou sécheresse), inondations, mouvements de terrains et séisme (sismicité très faible). Il est également exposé à un risque technologique,  le transport de matières dangereuses. Un site publié par le BRGM permet d'évaluer simplement et rapidement les risques d'un bien localisé soit par son adresse soit par le numéro de sa parcelle.

#### Risques naturels
Certaines parties du territoire communal sont susceptibles d’être affectées par le risque d’inondation par une crue à  débordement lent de cours d'eau, notamment la Tancanne. La commune a été reconnue en état de catastrophe naturelle au titre des dommages causés par les inondations et coulées de boue survenues en 1982, 1993, 1999 et 2009,.
Les mouvements de terrains susceptibles de se produire sur la commune sont des affaissements et effondrements liés aux cavités souterraines (hors mines), des glissements de terrain et des tassements différentiels. Afin de mieux appréhender le risque d’affaissement de terrain, un inventaire national permet de localiser les éventuelles cavités souterraines sur la commune.

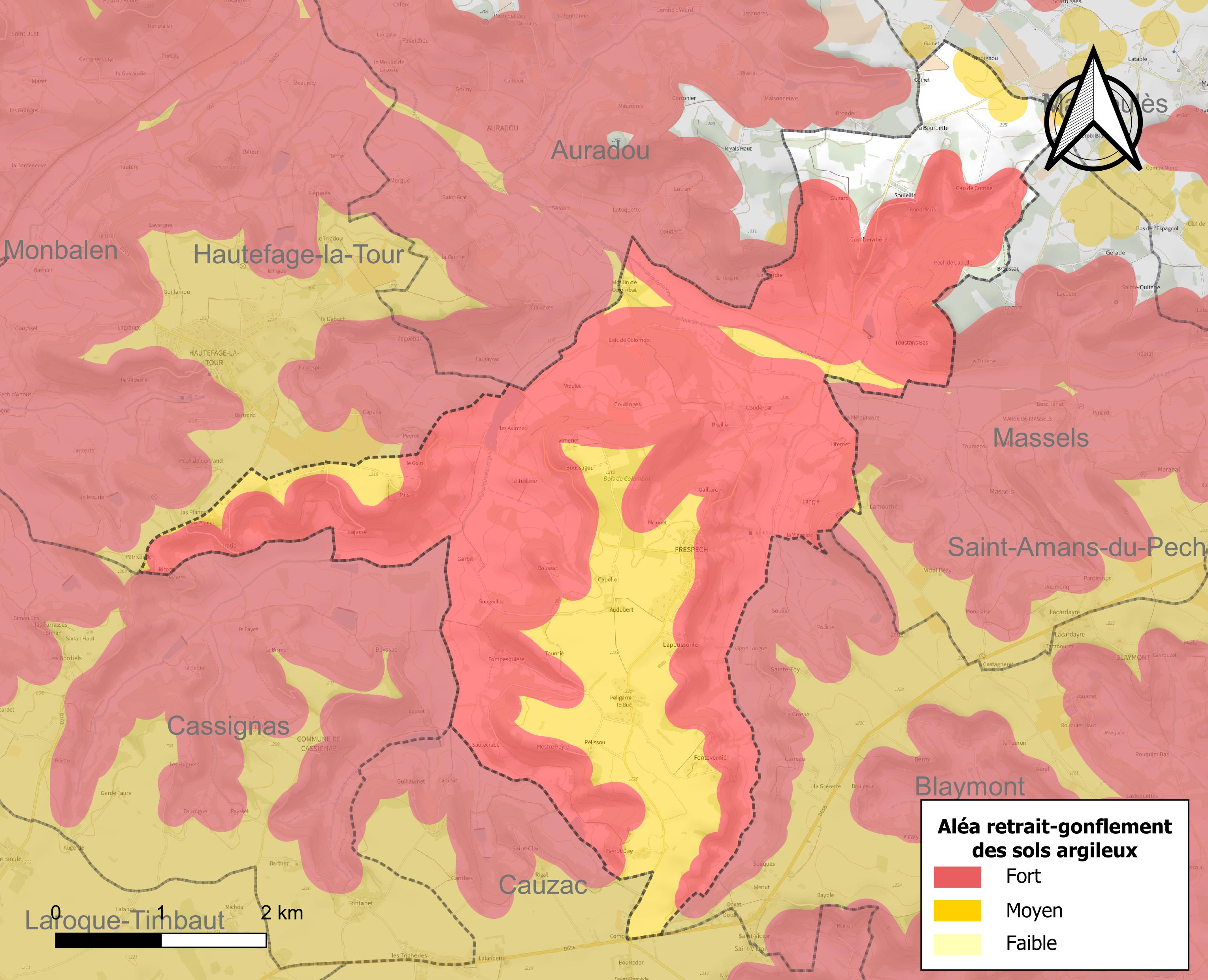
Carte des zones d'aléa retrait-gonflement des sols argileux de Frespech.

Le retrait-gonflement des sols argileux est susceptible d'engendrer des dommages importants aux bâtiments en cas d’alternance de périodes de sécheresse et de pluie. 92,4 % de la superficie communale est en aléa moyen ou fort (91,8 % au niveau départemental et 48,5 % au niveau national). Depuis le 1er octobre 2020, en application de la loi ELAN, différentes contraintes s'imposent aux vendeurs, maîtres d'ouvrages ou constructeurs de biens situés dans une zone classée en aléa moyen ou fort,.
Concernant les mouvements de terrains, la commune a été reconnue en état de catastrophe naturelle au titre des dommages causés par la sécheresse en 1991, 2011 et 2017 et par des mouvements de terrain en 1999.

## Histoire
La famille de Montferrand était au XVIe siècle seigneur de Frespech ainsi que de Langoiran. Jeanne d'Eschelles veuve du protestant Guy de Montferrand, termina ses jours dans son château de Frespech.

## Héraldique
| Blason de Frespech | Blason  | Parti : au 1) d’azur aux trois étoiles d’or rangées en pal, au 2) d’or aux trois bandes de gueules ; le tout enfermé dans une bordure de sable chargée de onze besants d’argent Devise"Cal prene lou tens coume ben e lou mounde coume soun" (Il faut prendre le temps comme il vient et les gens comme ils sont) |
| Blason de Frespech | Détails | Le blason de la ville reprend certains éléments du blason des Montferrand. Officiel, adopté par le conseil municipal le 1er septembre 1999, créé par Roger Séré. |

## Politique et administration
| Période                                  | Période         | Identité        | Étiquette | Qualité                                                         |
| ---------------------------------------- | --------------- | --------------- | --------- | --------------------------------------------------------------- |
| 1944                                     | 1996            | Marcel Petit    |           |                                                                 |
| 1996                                     | 2004            | Roger Boissière |           |                                                                 |
| 26 avril 2004                            | 4 avril 2014    | Michel Sureau   |           | retraité du bâtiment                                            |
| 4 avril 2014                             | 01 fevrier 2024 | Béatrice Giraud | DVC       | assistante de direction, conseillère départementale (2021-2024) |
| Les données manquantes sont à compléter. |                 |                 |           |                                                                 |

## Démographie
L'évolution du nombre d'habitants est connue à travers les recensements de la population effectués dans la commune depuis 1793. Pour les communes de moins de 10 000 habitants, une enquête de recensement portant sur toute la population est réalisée tous les cinq ans, les populations de référence des années intermédiaires étant quant à elles estimées par interpolation ou extrapolation. Pour la commune, le premier recensement exhaustif entrant dans le cadre du nouveau dispositif a été réalisé en 2008.

En 2022, la commune comptait 283 habitants, en évolution de −6,91 % par rapport à 2016 (Lot-et-Garonne : −0,18 %, France hors Mayotte : +2,11 %).
| 1793  | 1800 | 1806 | 1821 | 1831 | 1836 | 1841 | 1846 | 1851 |
| ----- | ---- | ---- | ---- | ---- | ---- | ---- | ---- | ---- |
| 1 886 | 611  | 674  | 575  | 580  | 635  | 576  | 555  | 560  |

| 1856 | 1861 | 1866 | 1872 | 1876 | 1881 | 1886 | 1891 | 1896 |
| ---- | ---- | ---- | ---- | ---- | ---- | ---- | ---- | ---- |
| 574  | 528  | 527  | 486  | 435  | 419  | 423  | 407  | 367  |

| 1901 | 1906 | 1911 | 1921 | 1926 | 1931 | 1936 | 1946 | 1954 |
| ---- | ---- | ---- | ---- | ---- | ---- | ---- | ---- | ---- |
| 342  | 303  | 286  | 243  | 261  | 249  | 240  | 228  | 230  |

| 1962 | 1968 | 1975 | 1982 | 1990 | 1999 | 2006 | 2008 | 2013 |
| ---- | ---- | ---- | ---- | ---- | ---- | ---- | ---- | ---- |
| 207  | 199  | 209  | 273  | 267  | 275  | 287  | 289  | 305  |

| 2018 | 2022 | - | - | - | - | - | - | - |
| ---- | ---- | - | - | - | - | - | - | - |
| 283  | 283  | - | - | - | - | - | - | - |

## Économie
Frespech possède sur son territoire l'unique usine de l'entreprise de fabrication d'artifices de divertissement A.T.P.M.

## Lieux et monuments
- Église Notre-Dame de Frespech : église du XIe siècle couverte de lauze, se visite (essentiellement en été), inscrite au titre des monuments historiques depuis 1953[29].
- Église Saint-Georges du prieuré de Calhavet de Pech de Capelle.
- Remparts, chemin de ronde, tour avec vue sur une partie de la vallée et un moulin.
- Château de Frespech, château inscrit au titre des monuments historiques depuis 1925[30].

## Personnalités liées à la commune
- Antoine Ferrein.
- Guy de Montferrand.